# Plombières (Liège)
Pour les articles homonymes, voir Plombières.
Plombières (en francique ripuaire, en francique colognais ou kölsch, en francique mosellan, et plus généralement en moyen francique localement dit « thiois, platdütsch ou platt » : Op-ene-Bliibereg ; en wallon : Blîbère ; en limbourgeois : Blieberig ; en néerlandais : Blieberg ; en allemand : Bleiberg ou Bleyberg) est une commune de Belgique située en Région wallonne dans la province de Liège, ainsi qu’une localité où siège son administration.
Elle se situe au point de jonction de la frontière allemande et de la frontière néerlandaise.
Elle tient son nom du hameau de Plombières (qui s'appelait Bleyberg jusqu'au 20 septembre 1919).
Les frères Cockerill obtinrent en 1828 la concession des mines de plomb de Bleyberg pour donner à terme un complexe industriel traitant plomb, zinc et pyrite. Voir aussi: L'histoire du site minier de Plombières.

## Toponymie

### Homonymie
Il existe deux villes du même nom en France, Plombières-les-Bains (station thermale), dans le département des Vosges ainsi que Plombières-lès-Dijon, dans le département de la Côte-d'Or.

## Géographie

### Statut linguistique
C'est une commune à statut spécial pour l'enseignement des langues minoritaires (allemand et néerlandais : art. 3.4° de la  loi du 30 juillet 1963), et potentiellement (nécessité d'une demande du conseil communal, d'un arrêté royal et encore d'une loi) à statut spécial pour l'emploi des langues en matière administrative (art. 16 des lois du 18 juillet 1966).
Le dialecte qui y est parlé, souvent désigné par thiois en français, est une variante du bas francique, qui forme un dialecte de transition entre l'allemand et le néerlandais.

### Sections de commune
Gemmenich (en platdütsch : Jömmeleg), Hombourg (en wallon : Hôbâr, en platdütsch : Homereg), Montzen (en platdütsch : Montse), Moresnet (en platdütsch : Moreçend), Sippenaeken (en platdütsch : Çepenaake).
| # | Nom         | Superf. (km²) | Habitants (2020) | Habitants par km² | Code INS |
| - | ----------- | ------------- | ---------------- | ----------------- | -------- |
| 1 | Gemmenich   | 11,45         | 3.079            | 269               | 63088A   |
| 2 | Moresnet    | 6,73          | 1.960            | 291               | 63088B   |
| 3 | Montzen     | 13,26         | 3.508            | 265               | 63088C   |
| 4 | Homburg     | 16,77         | 1.721            | 103               | 63088D   |
| 5 | Sippenaeken | 4,99          | 258              | 52                | 63088E   |

La commune compte aussi de nombreux hameaux parmi lesquels Gulpen, Montzen-Gare, Moresnet-Chapelle et Völkerich.

### Les trois frontières
Le coin où les trois frontières se rejoignent (Belgique, Pays-Bas/Vaals et Allemagne/Aix-la-Chapelle) est appelé « trois frontières ». Il y a quelques attractions touristiques : tour panoramique avec ascenseur (tour Roi Baudouin), cafétéria, plaine de jeux, labyrinthe. C'est aussi le point le plus haut des Pays-Bas, Vaalserberg (avec un monument).
Un peu plus loin, dans la partie belge, une stèle, érigée par ses parents, est dédiée à Pierre Roiseux (1924-1944), un volontaire de guerre, mort en service commandé à cet endroit le 25 décembre 1944.
Il est à remarquer qu'avant 1919, cet endroit s'appelait les Quatre Frontières quand l'entité du Moresnet neutre existait encore.

### Communes limitrophes
|         | Pays-Bas            | Allemagne   |
| Fourons | Plombières          | La Calamine |
| Aubel   | Welkenraedt Lontzen |             |

## Démographie

### Démographie: Commune fusionnée
En tenant compte des anciennes communes entraînées dans la fusion de communes de 1977, on peut dresser l'évolution suivante :
Les chiffres des années 1831 à 1970 tiennent compte des chiffres des anciennes communes fusionnées.
- Source: DGS , de 1831 à 1981=recensements population; à partir de 1990 = nombre d'habitants chaque 1 janvier[4]

## Histoire

### Chemins de fer
La commune est traversée par la ligne à marchandises 24 (Tongres) – Y Glons - Montzen - Aix-la-Chapelle-Ouest qui passe par la gare à marchandises de Montzen et par le tunnel de Botzelaer (de) qui traverse la frontière belgo-allemande au point des trois frontières. Tant Montzen-Gare que le tunnel de Botzelaer sont situés dans la commune de Plombières.
Il y passe aussi la ligne 39, qui relie la ligne précédente à Welkenraedt et continuait auparavant vers Gemmenich et le point-frontière de Botzelaer, avec une gare à Plombières constituant l'aboutissement de la ligne des plateaux de Herve (ligne 38, de Chênée à Plomblières).
La gare de Plombières a été désaffectée en 1952 et démolie en 1976. L'actuel bâtiment de l'administration communale a été bâti en 1999 à cet emplacement.
En 2021, après les grandes inondations, les trains de voyageurs reliant Liège à Welkenraedt, Eupen et Aix-la-Chapelle Hbf sont temporairement déviés par Visé et Montzen, la partie Angleur – Verviers de la ligne 37 étant devenue impraticable.

## Héraldique
|  | La commune possède des armoiries qui ne semblent pas lui avoir été officiellement octroyées. Ce sont celles de Moresnet sans le casque et la crête. Elles avaient été octroyées à cette ancienne commune reprise dans la fusion de Plombières le 28 août 1968. Elles étaient blasonnées : "De sable au lion d'or, couronné et lampassé de gueules, accompagné de cinq coquilles du second, une à chaque angle du chef, une à chaque flanc et une en pointe - l'écu surmonté d'un heaume d'argent, couronné, grillé, colleté et liséré d'or doublé et attaché de gueules, aux lambrequins de sable et d'or. Cimier : le lion de l'écu issant." Blasonnement : De sable au lion d'or, lampassé et couronné de gueules, accompagné de cinq coquilles du second, une à chaque coin du chef, une à chaque flanc et une en pointe. Source du blasonnement : Heraldy of the World. |

## Politique et administration

### Vie politique
Le 4 décembre 2006, Thierry Wimmer devient à 22 ans le nouveau bourgmestre de Plombières, étant ainsi le plus jeune bourgmestre de Belgique. Le 3 décembre 2018 c'est au tour de Marie Stassen (OCP) de devenir bourgmestre.  En 2024, Michelle Habets devient bourgmestre.
| Collège communal  |                   |                                      |
| ----------------- | ----------------- | ------------------------------------ |
| Bourgmestre       | Michelle Habets   | Union pour le Renouveau à Plombières |
| 1er Échevin       | Hugo Ladry        | Union pour le Renouveau à Plombières |
| 2e Échevin        | André Scheen      | Union pour le Renouveau à Plombières |
| 3e Échevin        | David Franssen    | Union pour le Renouveau à Plombières |
| 4e Échevine       | Marie Stassen     | Ouverture Citoyenne Plombières       |
| 5e Échevin        | Romain Ganser     | Ouverture Citoyenne Plombières       |
| Président du CPAS | Sébastien Kessels | Ouverture Citoyenne Plombières       |

## Patrimoine et culture

### Patrimoine architectural et sites
- Liste du patrimoine immobilier classé de Plombières.
- Site minier de Plombières et maison du site minier de Plombières.

## Galerie

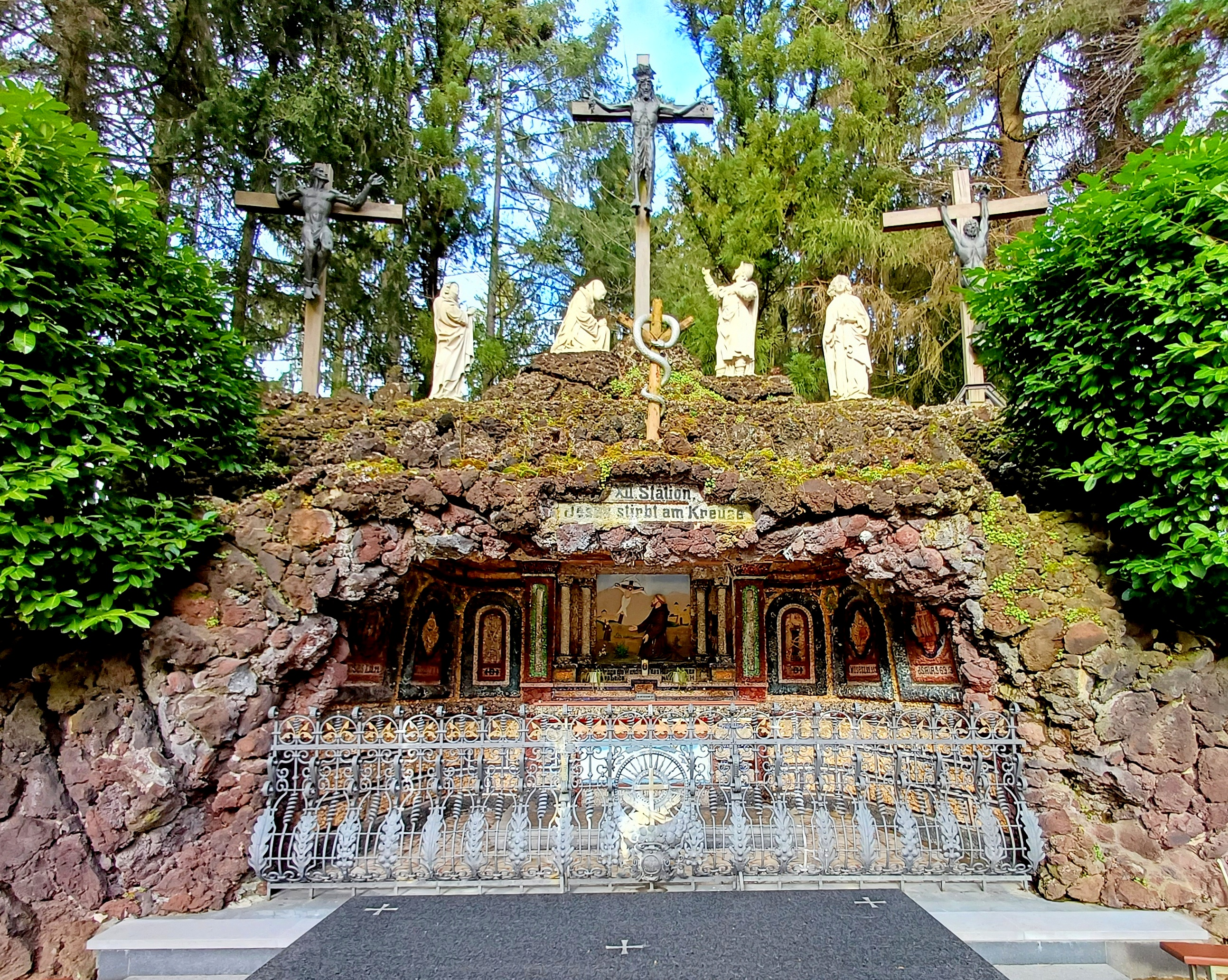
Calvaire de Moresnet-Chapelle.
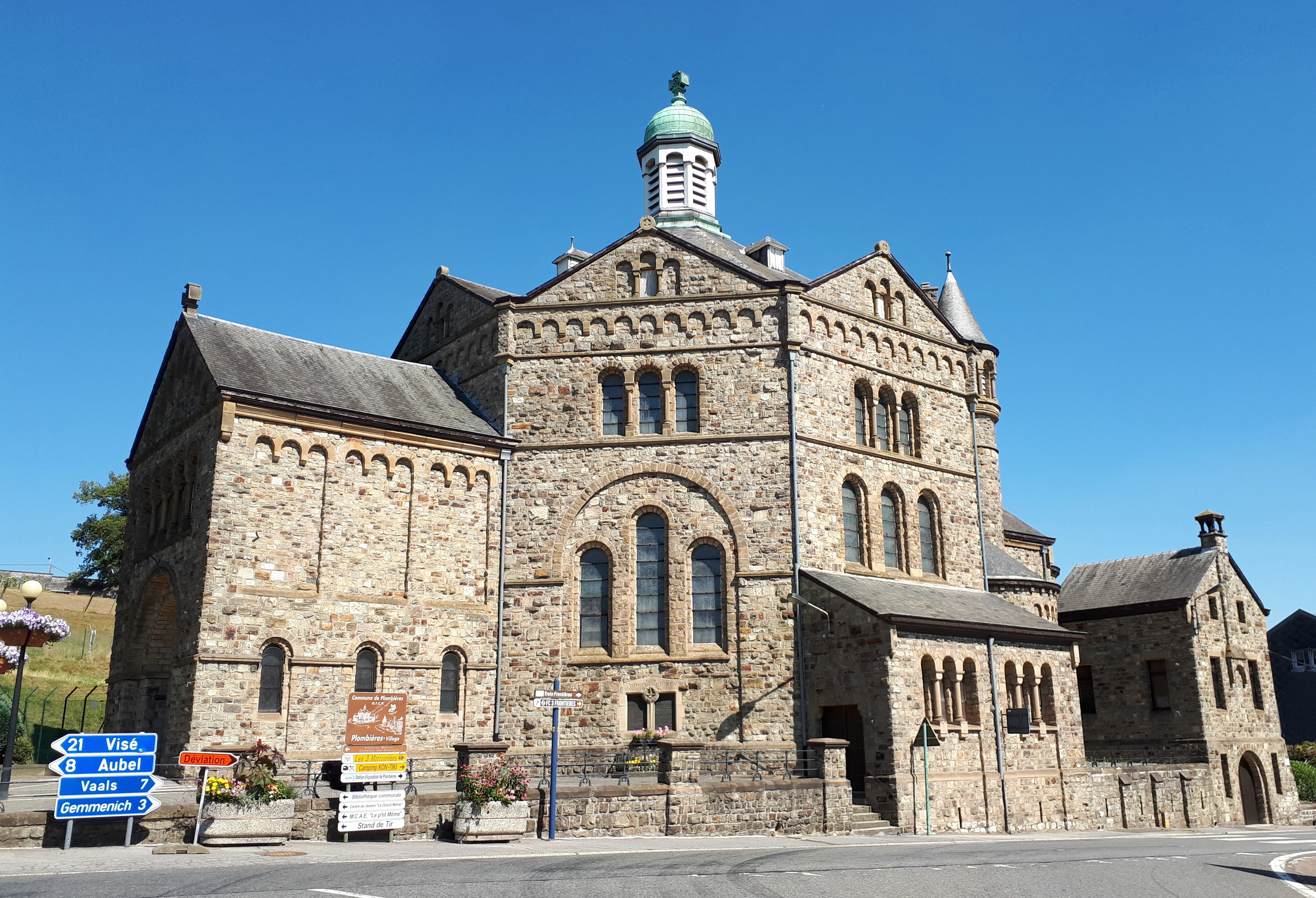
Église de Plombières.
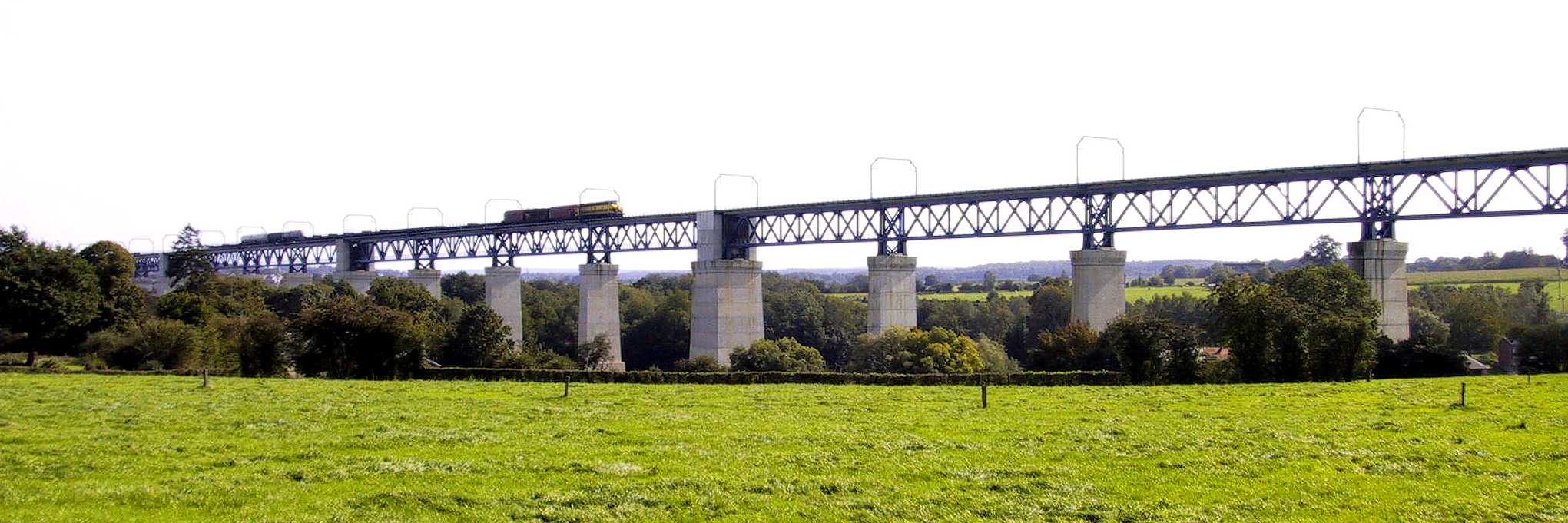
Viaduc de chemin de fer de Moresnet.
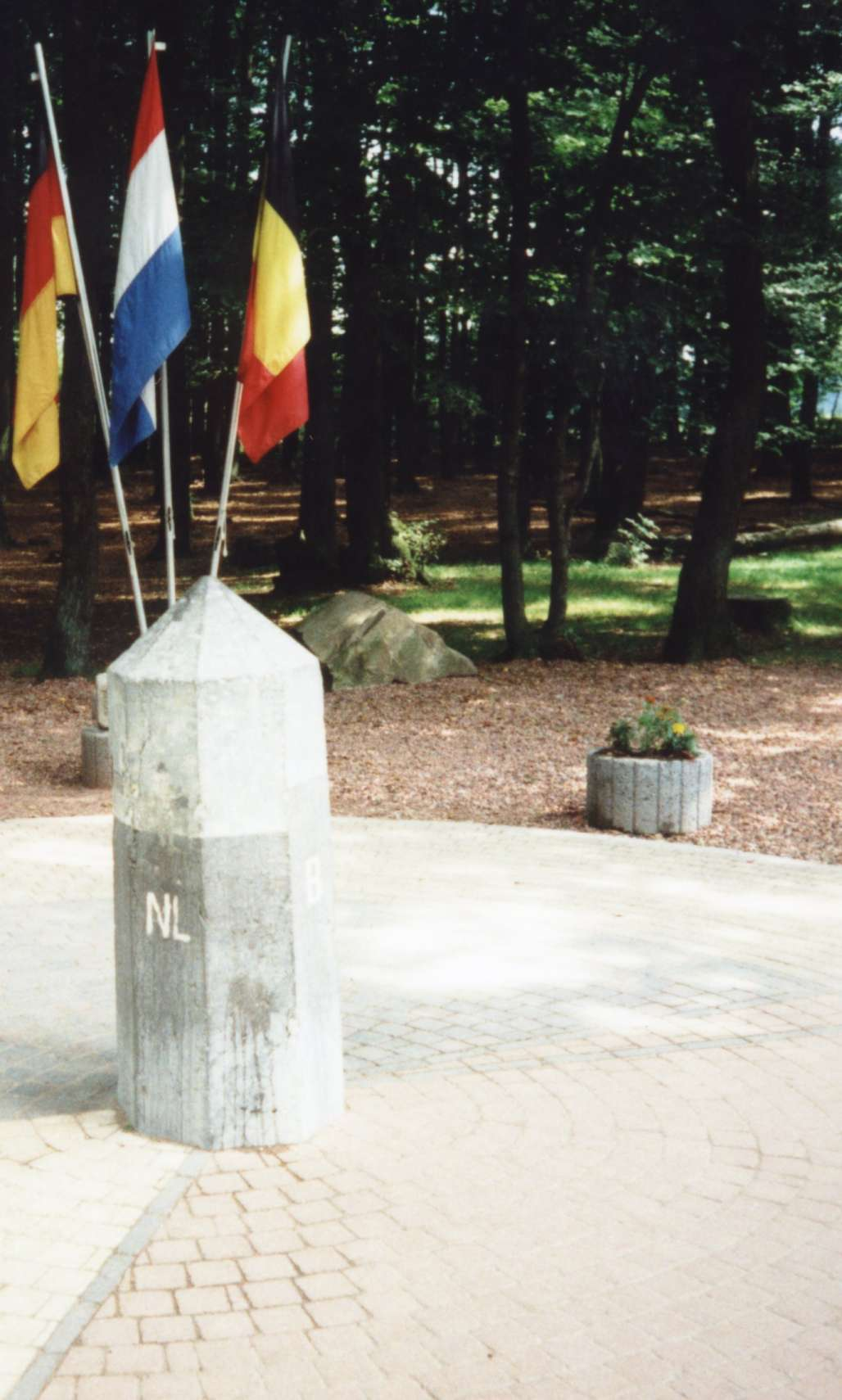
Les trois frontières.
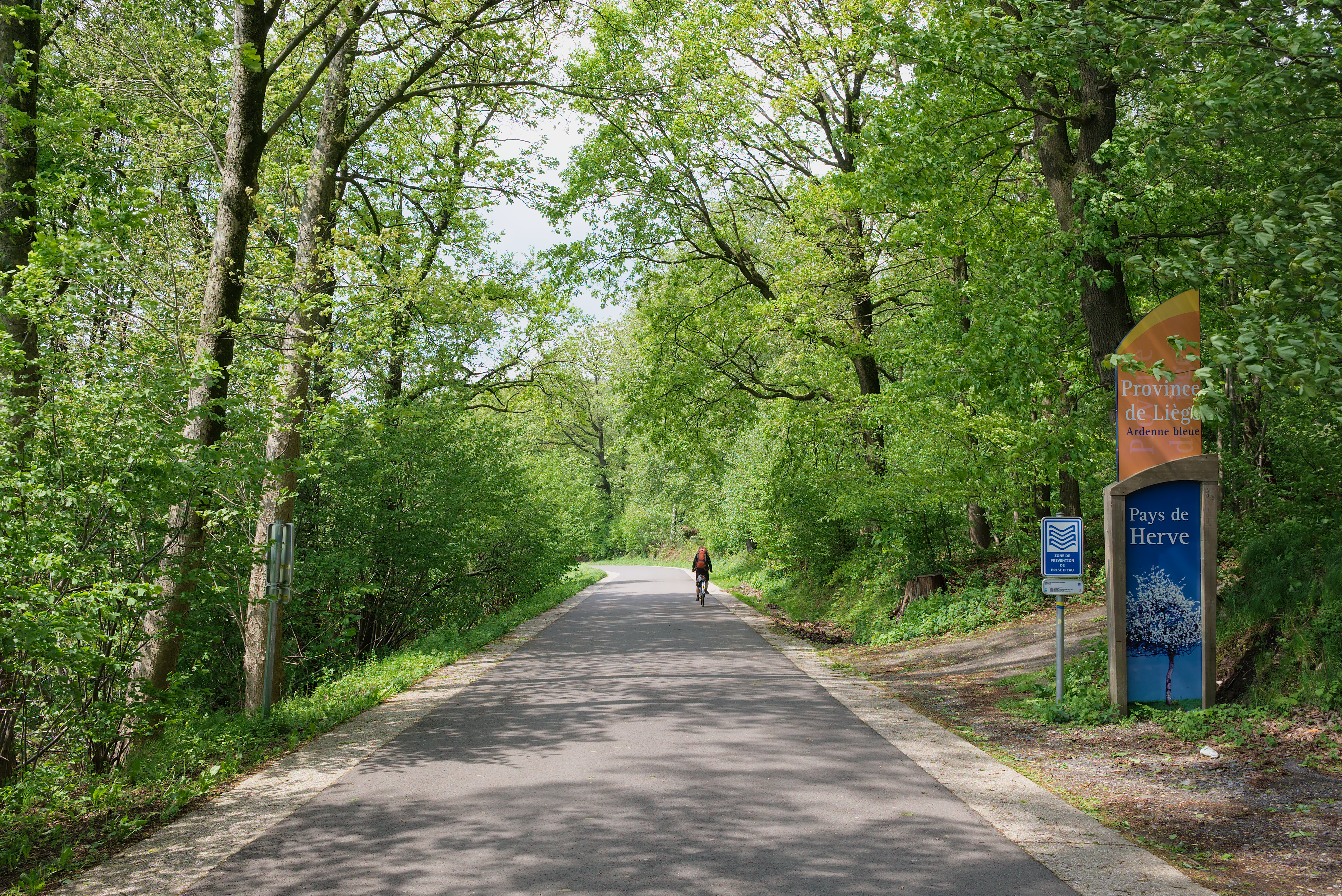
Frontière allemande.

## Nés à Plombières
- César Franck.
- Éric Snoeck.